# Elecciones municipales de 2023 en la provincia de Almería
Las elecciones municipales de 2023 en la provincia de Almería se celebraron en Almería el domingo 28 de mayo, de acuerdo con el Real Decreto de convocatoria de elecciones locales en España dispuesto el 3 de abril de 2019 y publicado en el Boletín Oficial del Estado el 4 de abril. Se eligieron los 1015 concejales de los plenos de los 103 municipios de la provincia, a través de un sistema proporcional (método d'Hondt), con listas cerradas y un umbral electoral del 5%.

## Resultados electorales
En total se presentaron 361 candidaturas para aspirar a las 1.015 actas de concejal, así como las 103 alcaldías municipales y la ELA de Fuente Victoria. Se superaron, por primera vez, la treintena de candidaturas de partidos independientes y minoritarios El PP fue el ganador de las elecciones, con más del 48% de los votos, siendo el mejor resultado histórico para unas municipales. El PSOE fue la segunda fuerza política a pesar de haber perdido más de un centenar de concejalías. Vox se consolidó como tercera fuerza política y Ciudadanos perdió 40 concejales, así como todas las alcaldías excepto una.

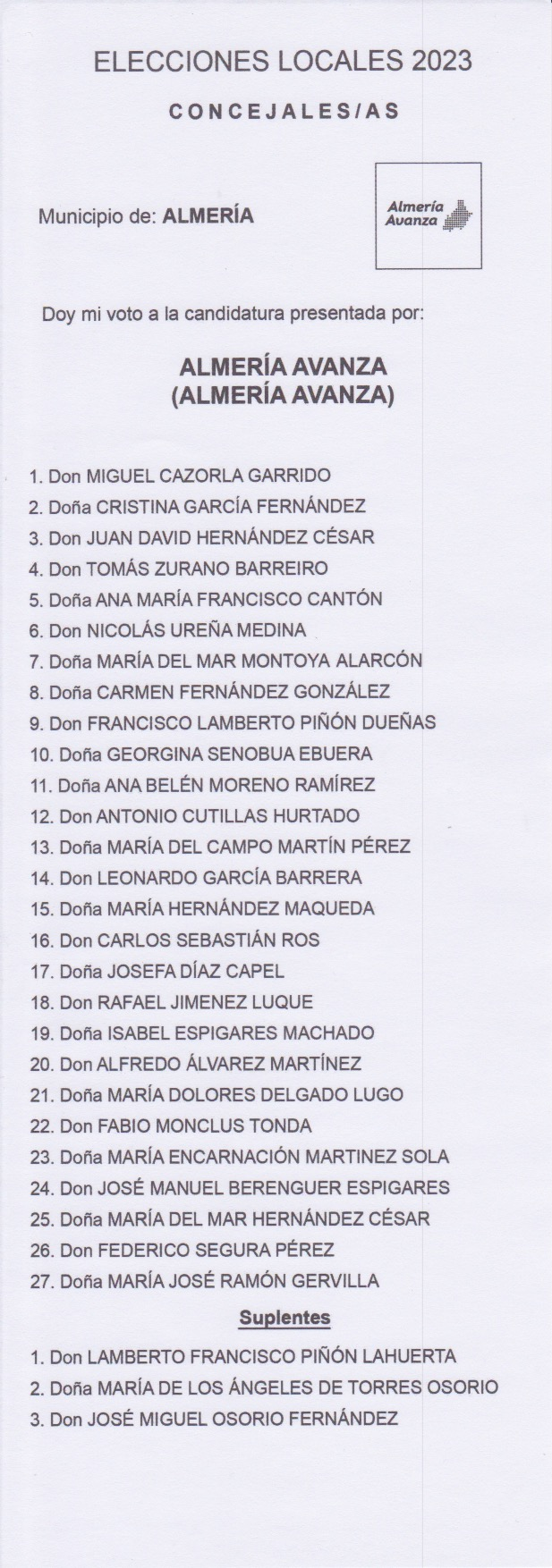
Papeleta de la candidatura de Almería Avanza para la ciudad de Almería

| Candidatura | Candidatura                                           | Votos   | %        | Concejales | Concejales |
| Candidatura | Candidatura                                           | Votos   | %        | Total      | +/-        |
| ----------- | ----------------------------------------------------- | ------- | -------- | ---------- | ---------- |
|             | Partido Popular (PP)                                  | 139.502 | 48,257 % | 515        | 100        |
|             | Partido Socialista Obrero Español de Almería (PSOE-A) | 83.273  | 28,8 %   | 388        | 149        |
|             | VOX (VOX)                                             | 26.575  | 9,19 %   | 33         | 11         |
|             | Con Andalucía                                         | 5.199   | 1,76 %   | 13         | 6          |
|             | Almería Avanza                                        | 4.865   | 1,62 %   | 5          | -          |
|             | UCIN (UCIN)                                           | 3.642   | 1,25     | 15         | 4          |
|             | Ciudadanos-Partido de la Ciudadanía (Cs)              | 3.427   | 1,18 %   | 8          | 40         |
|             | Otros                                                 | 12.878  | 4.38 %   | 40         | 10         |

### Resultados en municipios con más de 20.000 habitantes
|  | 48,77 % |

|  | 23,56 % |

|  | 13,14 % |

|  | 5,18 % |

|  | 45,92 % |

|  | 15,82 % |

|  | 12,22 % |

|  | 7,6 % |

|  | 5,37 % |

|  | 47,21 % |

|  | 22,22 % |

|  | 16,30 % |

|  | 44,36 % |

|  | 40,67 % |

|  | 7,2 % |

|  | 51,73 % |

|  | 21,57 % |

|  | 12,14 % |

|  | 51,73 % |

|  | 25,97 % |

|  | 11,29 % |

|  | 9,58 % |

|  | 56,33 % |

|  | 32,65 % |

|  | 5,69 % |

### Resultados por Partidos Judiciales

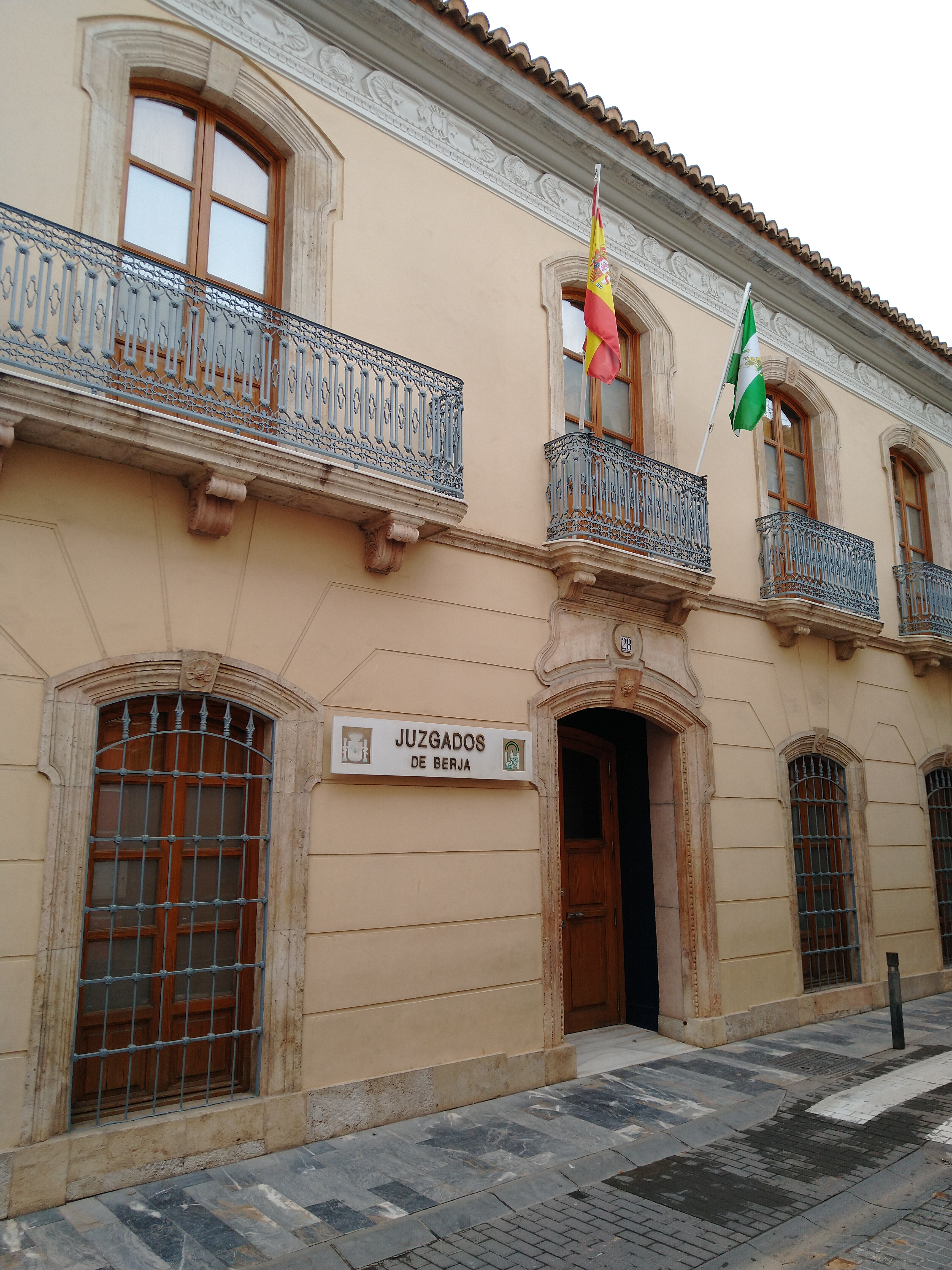
Junta Electoral de Zona de Berja, donde el PP obtuvo 3 de los 5 diputados en juego

El Partido Popular ganó en los 4 partidos judiciales , obteniendo la mayoría absoluta en la Diputación de Almería. El PSOE por su parte obtuvo 8 actas, mientras que Vox, en solo dos partidos judiciales y 3 actas.
| Partido judicial |    |   |   | Diputados |
| ---------------- | -- | - | - | --------- |
| Almería          | 9  | 5 | 2 | 16        |
| Berja            | 3  | 1 | 1 | 5         |
| Huércal-Overa    | 2  | 1 |   | 3         |
| Vera             | 2  | 1 |   | 3         |
| Total            | 16 | 8 | 3 | 27        |

### Mayorías absolutas

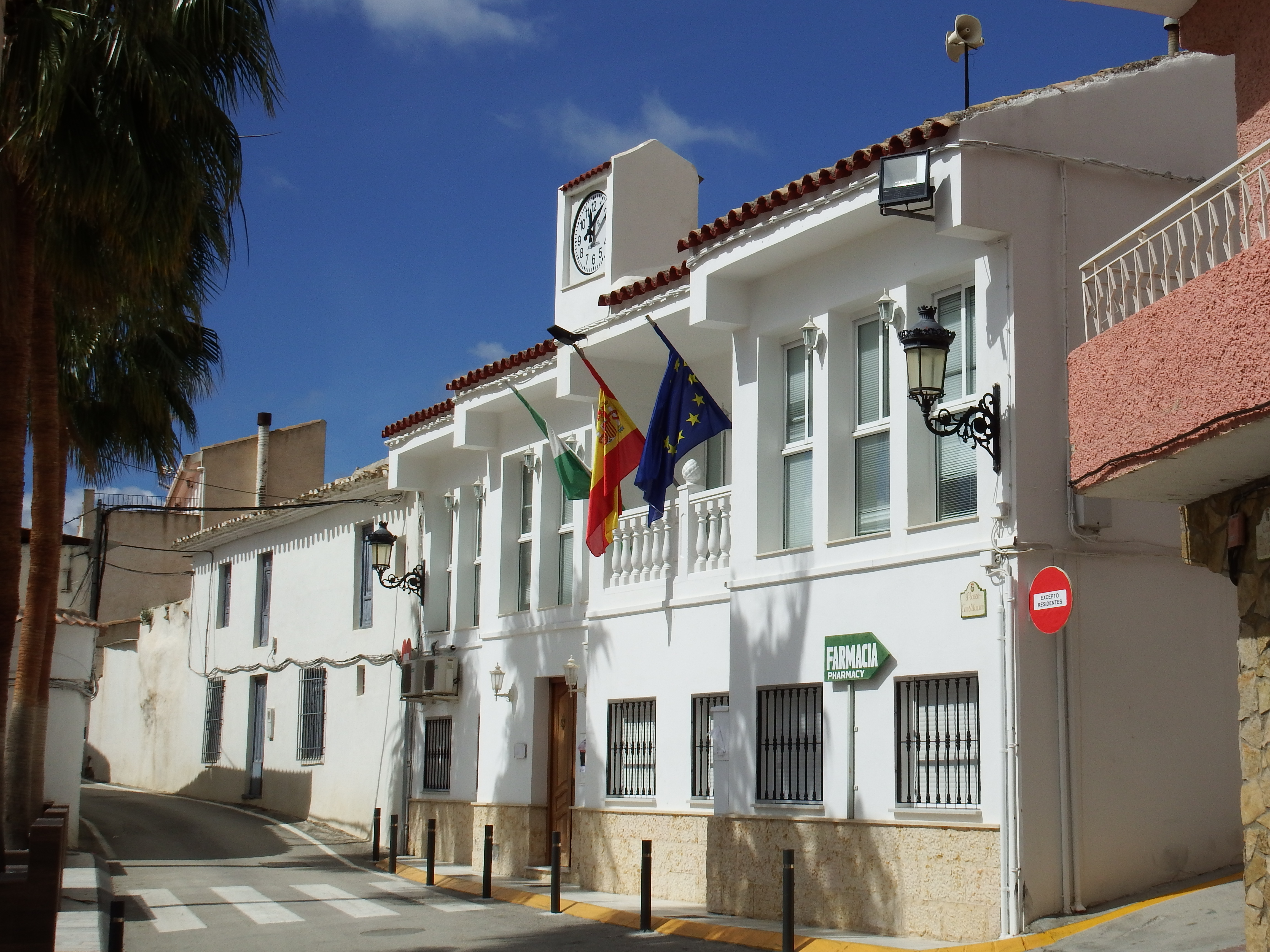
En Partaloa, ADEPART revalidó por tercera vez el mandato

El Partido Popular obtuvo 53 mayorías absolutas, siendo el PSOE el segundo con 36. 4 partidos más obtuvieron una mayoría absoluta cada uno.
| Partido                             | Nº mayorías |
| ----------------------------------- | ----------- |
| Partido Popular                     | 53          |
| Partido Socialista Obrero Español   | 36          |
| Ciudadanos                          | 1           |
| Agrupación de Electores de Partaloa | 1           |
| Tod@s por La Mojonera               | 1           |
| Juntos por Sierro                   | 1           |

### Alcaldías obtenidas
Tras las sesiones de investidura celebradas el 17 de junio, se eligieron a los alcaldes de los municipios de la provincia, incluida la Entidad Local Autónoma de Fuente Victoria, obteniendo el PP 5 de las 7 alcaldías que dependían de pactos. Tras las acusaciones y posterior denuncias, tanto en Mojácar, por parte del PSOE y PP por compra de votos, y en Carboneras por compra de votos por parte del PP, las investiduras fueron pospuestas hasta resolución judicial. El TSJA, falló dando por válidos los resultados, celebrándose las sesiones de investidura el 7 de julio. Por otro lado, el PP denunció en Fiñana los resultados, tras que un elector depositase un voto en una mesa que o le correspondía, procediéndose en el recuento a su destrucción, fallando posteriormente la Junta Electoral Central con la repetición de las elecciones municipales en la localidad,  con el aval del TSJA.

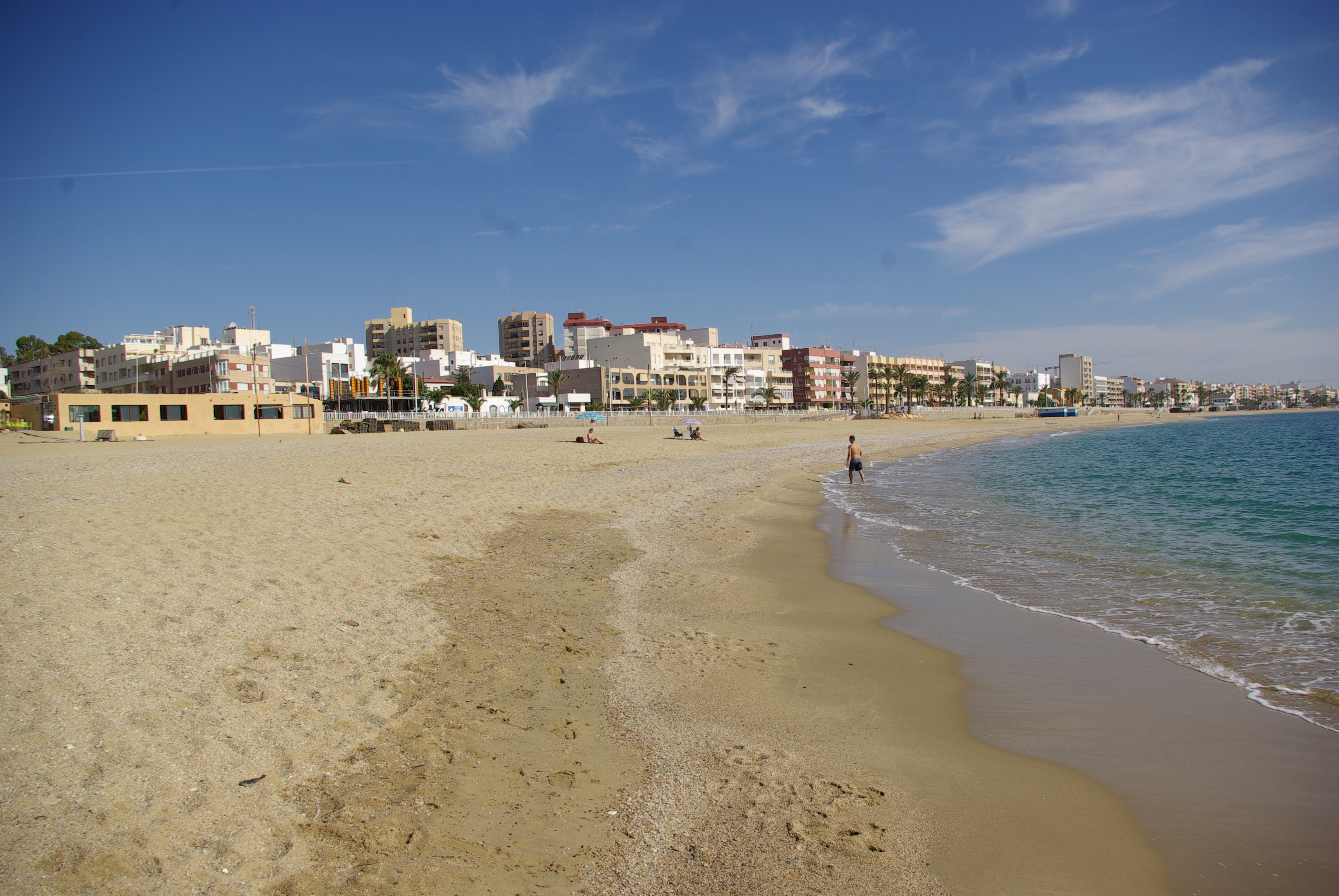
Un inusual pacto entre PP y Con Andalucía con el apoyo de Vox, le quitó la alcaldía al PSOE, ganador de las elecciones en Garrucha.

| Partido                             | Nº mayorías |
| ----------------------------------- | ----------- |
| Partido Popular                     | 61          |
| Partido Socialista Obrero Español   | 38          |
| Ciudadanos                          | 1           |
| Agrupación de Electores de Partaloa | 1           |
| Tod@s por La Mojonera               | 1           |
| Juntos por Sierro                   | 1           |

### Acuerdos y pactos
De los 11 ayuntamientos que dependían de pactos y coaliciones, o de acuerdos de investidura, el PP consiguió 9 y el PSOE 2. 
| Municipio  | Pacto de investidura o de gobierno                       |
| ---------- | -------------------------------------------------------- |
| Albox      | PP gobierna en minoría con abstención del PSOE           |
| Líjar      | PP+ Con Andalucía                                        |
| Benahadux  | PP + Electores Independientes de Benahadux               |
| Canjáyar   | PP + Canjáyar 100%                                       |
| Arboleas   | PP + UCIN                                                |
| Garrucha   | PP + Con Andalucía                                       |
| Níjar      | PP + Vox                                                 |
| Turre      | PSOE gobierna en minoría con abstención de Con Andalucía |
| Rioja      | PP en minoría con abstención de Con Andalucía            |
| Chercos    | PSOE gobierna en minoría con abstención de Ciudadanos    |
| Carboneras | PP + Ciudadanos                                          |

## Investidura de la Presidencia de Diputación

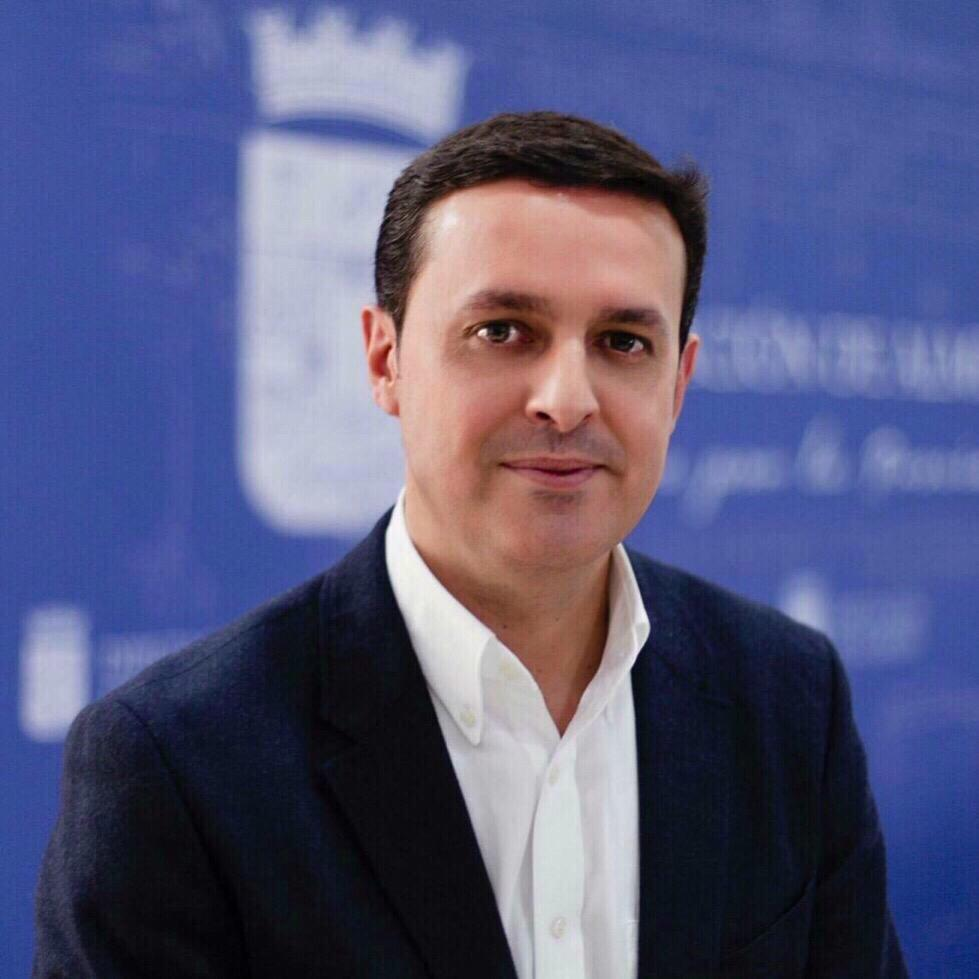
Javier Aureliano García volvió a ser investido como Presidente de la Diputación de Almería

La Constitución de la nueva corporación de la Diputación de Almería hubo de ser pospuesta hasta el 18 de julio, a la espera de las resoluciones judiciales con los casos de compra de votos de Carboneras y Mojácar. Javier Aureliano García volvió a ser investido presidente de la Diputación de Almería por tercera legislatura consecutiva.
| Candidatos a la Presidencia    | Votos |
| ------------------------------ | ----- |
| Javier Aureliano García Molina | 16/27 |
| Juan Manuel Ruiz               | 8/27  |
| Montserrat Cervantes           | 3/27  |

## Alcaldes salientes y electos

### Más de 20.000 habitantes
| N.º | Municipio       | Alcalde saliente             | Partido | Partido         | Alcalde electo                 | Partido | Partido         |
| --- | --------------- | ---------------------------- | ------- | --------------- | ------------------------------ | ------- | --------------- |
| 1   | Almería         | María del Mar Vázquez Agüero |         | Partido Popular | María del Mar Vázquez Agüero   |         | Partido Popular |
| 2   | Roquetas de Mar | Gabriel Amat                 |         | Partido Popular | Gabriel Amat                   |         | Partido Popular |
| 3   | El Ejido        | Francisco Góngora            |         | Partido Popular | Francisco Góngora              |         | Partido Popular |
| 4   | Níjar           | Esperanza Pérez Felices      |         | PSOE-A          | José Francisco Garrido Requena |         | Partido Popular |
| 5   | Vícar           | Antonio Bonilla Rodríguez    |         | PSOE-A          | Antonio Bonilla Rodríguez      |         | PSOE-A          |
| 6   | Adra            | Manuel Cortés                |         | Partido Popular | Manuel Cortés                  |         | Partido Popular |
| 7   | Huércal-Overa   | Domingo Fernández            |         | Partido Popular | Domingo Fernández              |         | Partido Popular |

### Entre 10.000 y 20.000 habitantes
| N.º | Municipio            | Alcalde saliente              | Partido | Partido         | Alcalde electo          | Partido | Partido         |
| --- | -------------------- | ----------------------------- | ------- | --------------- | ----------------------- | ------- | --------------- |
| 1   | Huércal de Almería   | Ismael Torres Miras           |         | Partido Popular | Ismael Torres Miras     |         | Partido Popular |
| 2   | Vera                 | Alfonso García Ramos          |         | Partido Popular | Alfonso García Ramos    |         | Partido Popular |
| 3   | Cuevas del Almanzora | Antonio Fernández Liria       |         | PSOE-A          | Antonio Fernández Liria |         | PSOE-A          |
| 4   | Berja                | José Carlos Lupión            |         | Partido Popular | José Carlos Lupión      |         | Partido Popular |
| 5   | Albox                | Francisco Torrecillas         |         | UCIN            | María del Mar Alonso    |         | Partido Popular |
| 6   | Pulpí                | Juan Pedro García Pérez       |         | Partido Popular | Juan Pedro García Pérez |         | Partido Popular |
| 7   | Garrucha             | María Antonia López Cervantes |         | PSOE-A          | Pedro Zamora Segura     |         | Partido Popular |

### Entre 5.000 y 10.000 habitantes
| N.º | Municipio     | Alcalde saliente               | Partido | Partido               | Alcalde electo                 | Partido | Partido               |
| --- | ------------- | ------------------------------ | ------- | --------------------- | ------------------------------ | ------- | --------------------- |
| 1   | La Mojonera   | José Miguel Hernández          |         | Tod@s por La Mojonera | José Miguel Hernández          |         | Tod@s por La Mojonera |
| 2   | Carboneras    | José Luis Amérigo Fernández    |         | PSOE-A                | Felipe Cayuela Hernández       |         | Partido Popular       |
| 3   | Mojácar       | Rosa María Cano Montoya        |         | Partido Popular       | Francisco García Cerdá         |         | Partido Popular       |
| 4   | Vélez-Rubio   | Miguel Martínez-Carlón Manchón |         | Partido Popular       | Miguel Martínez-Carlón Manchón |         | Partido Popular       |
| 5   | Olula del Río | Antonio Martínez Pascual       |         | Partido Popular       | Antonio Martínez Pascual       |         | Partido Popular       |
| 6   | Viator        | Manuel Jesús Flores Malpica    |         | PSOE-A                | Manuel Jesús Flores Malpica    |         | PSOE-A                |
| 7   | Macael        | Raúl Martínez Requejo          |         | Partido Popular       | Raúl Martínez Requejo          |         | Partido Popular       |

### Entre 1.000 y 5.000 habitantes
| N.º | Municipio         | Alcalde saliente                  | Partido | Partido         | Alcalde electo                      | Partido | Partido         |
| --- | ----------------- | --------------------------------- | ------- | --------------- | ----------------------------------- | ------- | --------------- |
| 1   | Benahadux         | Noelia José Damián López          |         | Partido Popular | Noelia José Damián López            |         | Partido Popular |
| 2   | Arboleas          | Cristóbal García Granados         |         | PSOE-A          | Juan José Ramos                     |         | Partido Popular |
| 3   | Pechina           | Juan Manuel López                 |         | PSOE-A          | Juan Manuel López                   |         | PSOE-A          |
| 4   | Dalías            | Francisco Lirola                  |         | Partido Popular | Francisco Lirola                    |         | Partido Popular |
| 5   | Turre             | María Isabel López Alías          |         | PSOE-A          | María Isabel López Alías            |         | PSOE-A          |
| 6   | Tabernas          | José Díaz Ibáñez                  |         | PSOE-A          | José Díaz Ibáñez                    |         | PSOE-A          |
| 7   | Alhama de Almería | Cristóbal Rodríguez López         |         | Partido Popular | Cristóbal Rodríguez López           |         | Partido Popular |
| 8   | Cantoria          | Purificación Sánchez Aránega      |         | PSOE-A          | Purificación Sánchez Aránega        |         | PSOE-A          |
| 9   | Tíjola            | José Juan Martínez Pérez          |         | Cs              | José Juan Martínez Pérez            |         | Partido Popular |
| 10  | Antas             | Pedro Ridao Zamora                |         | PSOE-A          | Pedro Ridao Zamora                  |         | PSOE-A          |
| 11  | Gádor             | Lourdes Ramos Rodríguez           |         | Partido Popular | Lourdes Ramos Rodríguez             |         | Partido Popular |
| 12  | Los Gallardos     | Francisco Miguel Reyes Martín     |         | Cs              | Francisco Miguel Reyes Martín       |         | Partido Popular |
| 13  | Zurgena           | Luis Díaz García                  |         | PSOE-A          | Domingo Trabalón                    |         | Partido Popular |
| 14  | Balanegra         | Nuria Rodríguez                   |         | Partido Popular | Nuria Rodríguez                     |         | Partido Popular |
| 15  | Sorbas            | José Fernández Amador             |         | Partido Popular | José Fernández Amador               |         | Partido Popular |
| 16  | Oria              | Marcos Reche Galera               |         | Partido Popular | Marcos Reche Galera                 |         | Partido Popular |
| 17  | Fines             | Rodrigo Sánchez Simón             |         | Partido Popular | Rodrigo Sánchez Simón               |         | Partido Popular |
| 18  | Serón             | Manuel Martínez Domene            |         | PSOE-A          | Manuel Martínez Domene              |         | PSOE-A          |
| 19  | Fiñana            | Rafael Montes Rincón              |         | PSOE-A          | Rafael Montes Rincón                |         | PSOE-A          |
| 20  | Vélez-Blanco      | Pedro Luis Díaz Gil               |         | Cs              | Ana María López López               |         | Partido Popular |
| 21  | Laujar de Andarax | Almudena Morales Asensio          |         | Partido Popular | Almudena Morales Asensio            |         | Partido Popular |
| 22  | Purchena          | Juan Miguel Tortosa Conchillo     |         | PSOE-A          | José Luis Serrano Rueda             |         | Partido Popular |
| 23  | Chirivel          | José Torregosa Mota               |         | PSOE-A          | José Torregosa Mota                 |         | PSOE-A          |
| 24  | Rioja             | Manuel Juárez                     |         | PSOE-A          | Olga González Jurado                |         | Partido Popular |
| 25  | Lubrín            | Domingo José Ramos Camacho        |         | PSOE-A          | Domingo José Ramos Camacho          |         | PSOE-A          |
| 26  | Abla              | Antonio Fernández López           |         | Partido Popular | Javier Sánchez                      |         | PSOE-A          |
| 27  | María             | José Antonio García Alcalaina     |         | Partido Popular | José Antonio García Alcalaina       |         | Partido Popular |
| 28  | Abrucena          | Ismael Gil Salmerón               |         | PSOE-A          | Ismael Gil Salmerón                 |         | PSOE-A          |
| 29  | Canjáyar          | Juan José Romera Rodríguez        |         | Partido Popular | Antonia de los Ángeles Urrutia Abad |         | Partido Popular |
| 30  | Gérgal            | Manuel Guijarro                   |         | Partido Popular | Antonia Contreras Ortega            |         | PSOE-A          |
| 31  | Fondón            | Valentín José Martín Ramírez      |         | PSOE-A          | Valentín José Martín Ramírez        |         | PSOE-A          |
| 32  | Bédar             | Ángel Francisco Collado Fernández |         | PSOE-A          | Ángel Francisco Collado Fernández   |         | PSOE-A          |
| 33  | Partaloa          | Antonio Peñuela González          |         | ADEPART         | María Joaquina López                |         | ADEPART         |

### Menos de 1.000 habitantes
| N.º | Municipio               | Alcalde saliente                | Partido | Partido         | Alcalde electo                  | Partido | Partido           |
| --- | ----------------------- | ------------------------------- | ------- | --------------- | ------------------------------- | ------- | ----------------- |
| 1   | Taberno                 | Antonio Martos Sánchez          |         | Partido Popular | Antonio Martos Sánchez          |         | Partido Popular   |
| 2   | Alcolea                 | Antonio Ocaña Baños             |         | IU LV-CA        | Antonio Ocaña Baños             |         | Partido Popular   |
| 3   | Uleila del Campo        | Juan José Fuentes Yepes         |         | Partido Popular | Juan José Fuentes Yepes         |         | Partido Popular   |
| 4   | Lúcar                   | Manuel López Encinas            |         | Cs              | Manuel López Encinas            |         | Cs                |
| 5   | Albanchez               | Amador López Pardo              |         | Cs              | Amador López Pardo              |         | Partido Popular   |
| 6   | Felix                   | Baldomero Martínez Carretero    |         | Partido Popular | Baldomero Martínez Carretero    |         | Partido Popular   |
| 7   | Alhabia                 | José Núñez Castilla             |         | PSOE-A          | Luis Martínez Amate             |         | Partido Popular   |
| 8   | Alboloduy               | Sonia María Guil Soriano        |         | Partido Popular | Sonia María Guil Soriano        |         | Partido Popular   |
| 9   | Lucainena de las Torres | Juan Herrera Segura             |         | Partido Popular | Juan Herrera Segura             |         | Partido Popular   |
| 10  | Las Tres Villas         | Antonio Gutiérrez Moreno        |         | PSOE-A          | Virtudes Teresa Pérez Castillo  |         | PSOE-A            |
| 11  | Enix                    | Álvaro Izquierdo Álvarez        |         | Partido Popular | Álvaro Izquierdo Álvarez        |         | Partido Popular   |
| 12  | Ohanes                  | Rafaela María Ortega Barranco   |         | PSOE-A          | Rafaela María Ortega Barranco   |         | PSOE-A            |
| 13  | Alcóntar                | Antonio Ramón Salas             |         | Partido Popular | Antonio Ramón Salas             |         | Partido Popular   |
| 14  | Nacimiento              | Herminia Uroz Iglesias          |         | PSOE-A          | Herminia Uroz Iglesias          |         | PSOE-A            |
| 15  | Huécija                 | Ana María Vizcaíno Amat         |         | Partido Popular | Ana María Vizcaíno Amat         |         | Partido Popular   |
| 16  | Santa Fe de Mondújar    | Trinidad Góngora Escámez        |         | PSOE-A          | Trinidad Góngora Escámez        |         | PSOE-A            |
| 17  | Instinción              | Francisco Emilio Alex Bruque    |         | PSOE-A          | Francisco Emilio Alex Bruque    |         | PSOE-A            |
| 18  | Íllar                   | Carmelo Llobregat Torres        |         | Partido Popular | Juan Francisco Duarte Sánchez   |         | PSOE-A            |
| 19  | Somontín                | Luis Francisco Reche Pozo       |         | PSOE-A          | Luis Francisco Reche Pozo       |         | PSOE-A            |
| 20  | Padules                 | Antonio Gutiérrez Moreno        |         | PSOE-A          | Antonio Gutiérrez Moreno        |         | PSOE-A            |
| 21  | Paterna del Río         | José Asensio Águila             |         | PSOE-A          | José Asensio Águila             |         | PSOE-A            |
| 22  | Terque                  | José Nicolás Ayala Amate        |         | PSOE-A          | José Daniel Herrada Chueco      |         | PSOE-A            |
| 23  | Sierro                  | Adrián José de Manuel Hernández |         | PSOE-A          | Adrián José de Manuel Hernández |         | Juntos por Sierro |
| 24  | Líjar                   | Virtudes Teresa Pérez Castillo  |         | PSOE-A          | María Jesús Díaz Molina         |         | Partido Popular   |
| 25  | Urrácal                 | Emilia Mateo Almansa            |         | Partido Popular | Emilia Mateo Almansa            |         | Partido Popular   |
| 26  | Tahal                   | Trinidad Jiménez Morales        |         | PSOE-A          | Trinidad Jiménez Morales        |         | PSOE-A            |
| 27  | Armuña de Almanzora     | José Berruezo Padilla           |         | PSOE-A          | Pedro Antonio Guerrero          |         | Partido Popular   |
| 28  | Bayárcal                | Jacinto Navarro Fernández       |         | PSOE-A          | Germán Moreno Sampedro          |         | Partido Popular   |
| 29  | Chercos                 | José Antonio Torres             |         | Partido Popular | Eduardo Mena                    |         | PSOE-A            |
| 30  | Rágol                   | Miguel Rodríguez Colomina       |         | Partido Popular | Miguel Rodríguez Colomina       |         | Partido Popular   |
| 31  | Senés                   | Francisco Javier Sola Golbano   |         | Partido Popular | Francisco Javier Sola Golbano   |         | Partido Popular   |
| 32  | Turrillas               | Juan Antonio Segura Felices     |         | Partido Popular | Juan Antonio Segura Felices     |         | Partido Popular   |
| 33  | Benizalón               | Emilio Cid Alonso               |         | Partido Popular | Alejandro Cid                   |         | Partido Popular   |
| 34  | Velefique               | Rafael García Sola              |         | PSOE-A          | Rafael García Sola              |         | PSOE-A            |
| 35  | Bacares                 | José Segura Giménez             |         | PSOE-A          | Encarna Zaguirre                |         | PSOE-A            |
| 36  | Bentarique              | Modesto Martínez Galera         |         | PSOE-A          | Modesto Martinez Galera         |         | PSOE-A            |
| 37  | Bayarque                | Antonio Pordoy Muñoz            |         | Partido Popular | Antonio Pordoy Muñoz            |         | Partido Popular   |
| 38  | Santa Cruz de Marchena  | Elena Tijeras Martínez          |         | Partido Popular | Elena Tijeras Martínez          |         | Partido Popular   |
| 39  | Alicún                  | Antonio Navarro López           |         | PSOE-A          | Antonio Navarro López           |         | PSOE-A            |
| 40  | Suflí                   | Raúl Guirao Liria               |         | Partido Popular | Raúl Guirao Liria               |         | Partido Popular   |
| 41  | Almócita                | Francisco García García         |         | PSOE-A          | Francisco García García         |         | PSOE-A            |
| 42  | Laroya                  | Dolores Moreno Sobrino          |         | Partido Popular | Dolores Moreno Sobrino          |         | Partido Popular   |
| 43  | Olula de Castro         | Christian Quiero Gil            |         | PSOE-A          | Isabel Nieto Miranda            |         | PSOE-A            |
| 44  | Cóbdar                  | José Fuentes Fernández          |         | Partido Popular | José Fuentes Fernández          |         | Partido Popular   |
| 45  | Beires                  | Carmen González Garví           |         | Partido Popular | Carmen González Garví           |         | Partido Popular   |
| 46  | Alcudia de Monteagud    | Juan Manuel Sánchez Pérez       |         | Partido Popular | Juan Manuel Sánchez Pérez       |         | Partido Popular   |
| 47  | Alsodux                 | Manuel Nicolás Cuadra González  |         | PSOE-A          | Manuel Nicolás Cuadra González  |         | PSOE-A            |
| 48  | Castro de Filabres      | Francisco Martínez Sola         |         | PSOE-A          | Noemí Cruz                      |         | PSOE-A            |
| 49  | Benitagla               | Juan Padilla Padilla            |         | Partido Popular | Juan Padilla Padilla            |         | Partido Popular   |

### Entidad Local Autónoma
| ELA             | Alcalde saliente | Partido | Partido | Alcalde electo   | Partido | Partido |
| --------------- | ---------------- | ------- | ------- | ---------------- | ------- | ------- |
| Fuente Victoria | Rosa María Ginés |         | PSOE-A  | Rosa María Ginés |         | PSOE-A  |

## Acontecimientos posteriores
En septiembre de 2023, PP e IULV-CA acuerdan en Turre presentar una moción de censura para expulsar a la alcaldesa socialista y proclamar alcalde a Arturo Grima, del PP. El martes 24 de octubre, se celebró el Pleno donde el PP recuperó la alcaldía con los 4 votos de su formación y los dos concejales no adscritos, que militaban en IU, que fueron expulsados el 16 de octubre.

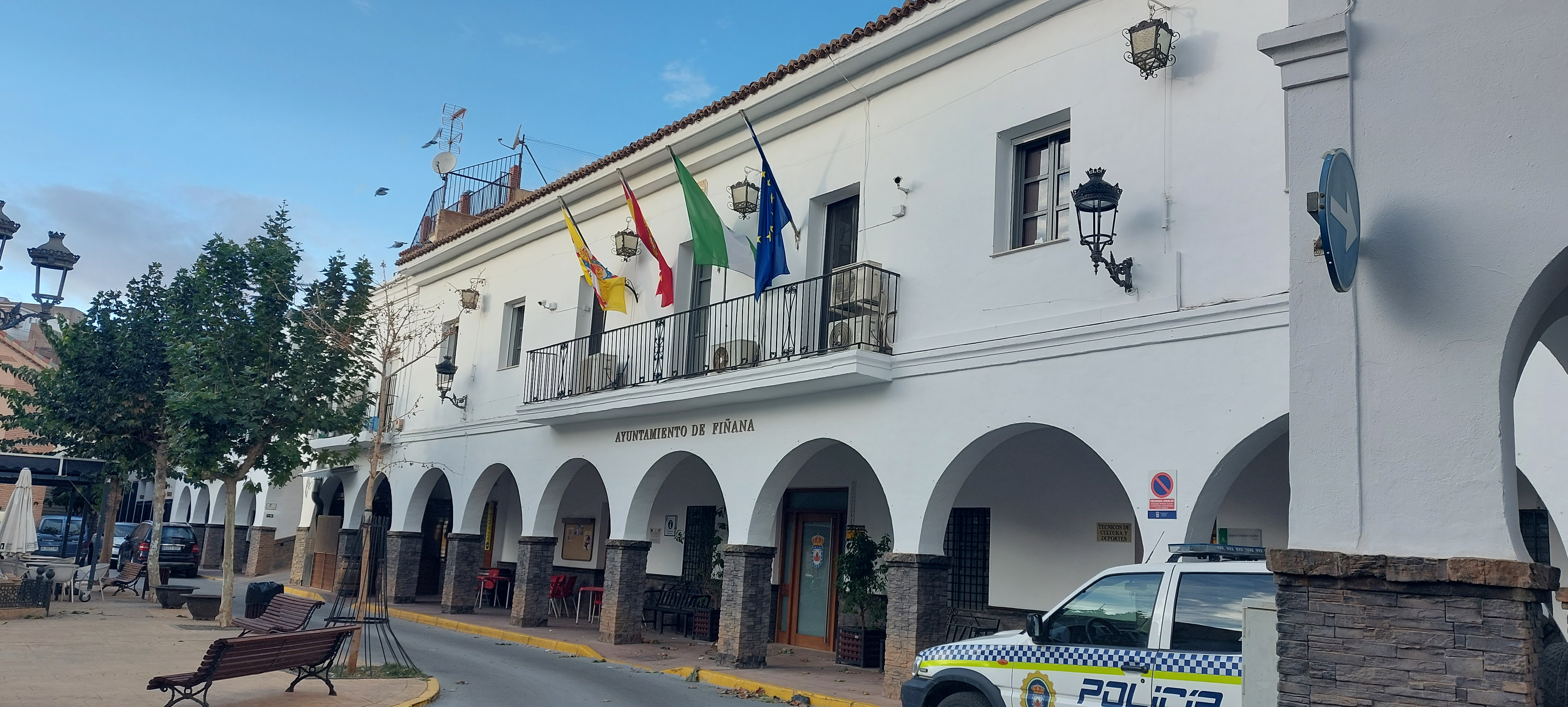
Fiñana repitió los comicios el 26 de noviembre

El 31 de octubre, en Chercos , PP, Vox y el partido Independientes por Chercos (IxC) presentan una moción de censura para recuperar el ayuntamiento en manos de Eduardo Mena (PSOE). El apoyo de IxC fue fundamental, ya que su concejala disponía de una concejalía en su coalición con el PSOE, pasando a afiliarse al PP. El 14 de noviembre es celebrada la moción de censura, devolviendo la alcaldía al PP, consiguiendo ser el alcalde de más edad de España. 
Fiñana repitió las elecciones municipales el 26 de noviembre de 2023, sin alterar los resultados de los comicios anteriores, obteniendo del PSOE mayoría absoluta con 5 escaños, 2 el PP y 2 Vox, revalidando Rafael Montes la alcaldía. 
En marzo de 2024 se produce un cambio en la alcaldía de Carboneras, tras presentar PSOE, Cs y un concejal no adscrito una moción de censura para desalojar al alcalde popular Felipe Cayuela. Se acordó una alternancia de gobierno, donde Cs durante 8 meses asumirá la alcaldía y el PSOE durante año y medio. 